# Amit Singh Bakshi
Amit Singh Bakshi (Brits-Indië, 17 september 1925 – New Delhi, 22 juni 2024) was een Indiaas hockeyer.
Singh Bakshi nam deel aan de Olympische Zomerspelen 1956 en won uiteindelijk met de Indiase ploeg de gouden medaille. 
Bakshi overleed op 22 juni 2024 op 98-jarige leeftijd.

## Resultaten
- 1956  Olympische Zomerspelen in Melbourne